# CX-Indexfamilie
Die CX-Indexfamilie ist eine Gruppe von Börsenindizes.

## Geschichte
Sie wurde im November 2006 von der Deutschen Börse eingeführt und umfasst 20 Rohstoffe, die in den fünf Subklassen Agrarprodukte, Energie, Edelmetalle, Industriemetalle und Viehwirtschaft abgebildet werden. Die CX-Commodity-Sub-Indizes bilden in ihrer jeweiligen Rohstoffklasse alle Futures-Kontrakte ab, die ein bestimmtes Mindest-Liquiditätskriterium erfüllen.
Der Index nimmt nur börsennotierte Rohstoff-Kontrakte auf, die ein Handelsvolumen von mehr als 10.000 Kontrakten aufwiesen und in den letzten 12 Monaten ein durchschnittliches Open Interest von über 100.000 Kontrakten pro Tag aufwiesen. Bei Open Interest handelt es sich um die offenen Positionen in einem Terminkontrakt.
Die CX-Commodity-Sub-Indizes werden immer Montag bis Freitag von 09:00 bis 22:00 Uhr MEZ berechnet.
In den Index aufgenommen werden jene börsennotierten Rohstoff-Kontrakte, die in den vergangenen drei Monaten ein durchschnittliches tägliches Handelsvolumen von über 10.000 Kontrakten aufwiesen und in den vergangenen 12 Monaten ein durchschnittliches Open Interest von über 100.000 Kontrakten pro Tag aufwiesen. Mit Open Interest ist die Zahl der offenen Positionen in einem Terminkontrakt gemeint. Somit kann Liquidität und Handelbarkeit garantiert werden.